# تایان
تایان (به لاتین: Tai'an) یک شهر مرکزی در جمهوری خلق چین است که در شاندونگ واقع شده‌است. تایان ۷٬۷۶۱٫۸۳ کیلومترمربع مساحت و ۵٬۴۹۴٬۲۰۷ نفر جمعیت دارد و ۱۶۷ متر بالاتر از سطح دریا واقع شده‌است.

## خواهرخوانده
شهر لوگو (امیلیا-رومانیا) خواهرخواندهٔ تایان هست.